# Fairfield (Iowa)
Pour les articles homonymes, voir Fairfield.
La ville américaine de Fairfield est le siège du comté de Jefferson, dans l’État de l’Iowa. Elle compte aujourd’hui, en 2018, 9 464 habitants.
Fairfield est notamment le siège de la Maharishi University of Management (en) (MUM), anciennement dénommée Maharishi International University (MIU), qui s'est installée sur l'ancien campus du Parsons College (en) en 1974. La ville a ainsi vu arriver en quelques années plusieurs milliers d’étudiants et de résidents qui pratiquaient la méditation transcendantale de Maharishi Mahesh Yogi, fondateur de l'université.

## Source
- (en) Cet article est partiellement ou en totalité issu de l’article de Wikipédia en anglais intitulé « Fairfield, Iowa » (voir la liste des auteurs).